# Александру Чікилдеу
Александру Чікилдеу (рум. Alexandru Cicâldău, нар. 8 липня 1997, Меджидія) — румунський футболіст, півзахисник клубу «Галатасарай» та національної збірної Румунії. На умовах оренди грає за клуб «Коньяспор».

## Клубна кар'єра
Народився 8 липня 1997 року в місті Меджидія. Вихованець Академії Георге Хаджі, після якої потрапив до клубу «Вііторул». 31 березня 2016 року, в віці 18, дебютував за клубу у Лізі І в матчі проти «Тиргу-Муреша» (1:1). З сезону 2017/18 став основним гравцем клубу.
6 липня 2018 року підписав чотирирічний контракт з «КС Університатя (Крайова)».

## Виступи за збірні
2015 року дебютував у складі юнацької збірної Румунії, взяв участь у 9 іграх на юнацькому рівні.
З 2017 року залучався до складу молодіжної збірної Румунії. На молодіжному рівні зіграв у 15 офіційних матчах, забив 2 голи.
В березні 2018 року отримав свій перший виклик в національну збірну Румунії і 24 березня дебютував в ній, вийшовши на заміну на 83 хвилині в товариському матчі з Ізраїлем (2:1).
| Дата       | Місто       | Господарі            | Результат | Гості             | Турнір                               | Голи | Примітки |
| ---------- | ----------- | -------------------- | --------- | ----------------- | ------------------------------------ | ---- | -------- |
| 24-3-2018  | Нетанья     | Ізраїль              | 1 – 2     | Румунія           | товариський матч                     | -    | 83'      |
| 31-5-2018  | Грац        | Румунія              | 3 – 2     | Чилі              | товариський матч                     | -    | 66'      |
| 17-11-2018 | Плоєшті     | Румунія              | 3 – 0     | Литва             | Ліга націй УЄФА 2018-2019 - 1-й етап | -    | 72'      |
| 26-3-2019  | Клуж-Напока | Румунія              | 4 – 1     | Фарерські острови | Відбір до ЧЄ 2020                    | -    | 69'      |
| 8-9-2019   | Плоєшті     | Румунія              | 1 – 0     | Мальта            | Відбір до ЧЄ 2020                    | -    |          |
| 18-11-2019 | Мадрид      | Іспанія              | 5 – 0     | Румунія           | Відбір до ЧЄ 2020                    | -    | 65'      |
| 4-9-2020   | Бухарест    | Румунія              | 1 – 1     | Північна Ірландія | Ліга націй УЄФА 2020-2021 - 1-й етап | -    | 73'      |
| 8-10-2020  | Рейк'явік   | Ісландія             | 2 – 1     | Румунія           | Відбір до ЧЄ 2020                    | -    | 87'      |
| 11-10-2020 | Осло        | Норвегія             | 4 – 0     | Румунія           | Ліга націй УЄФА 2020-2021 - 1-й етап | -    | 75'      |
| 14-10-2020 | Плоєшті     | Румунія              | 0 – 1     | Австрія           | Ліга націй УЄФА 2020-2021 - 1-й етап | -    | 62'      |
| 28-3-2021  | Бухарест    | Румунія              | 0 – 1     | Німеччина         | Відбір до ЧС 2022                    | -    | 83'      |
| 31-3-2021  | Єреван      | Вірменія             | 3 – 2     | Румунія           | Відбір до ЧС 2022                    | 2    | 81'      |
| 2-6-2021   | Плоєшті     | Румунія              | 1 – 2     | Грузія            | товариський матч                     | -    | 57'      |
| 6-6-2021   | Мідлсбро    | Англія               | 1 – 0     | Румунія           | товариський матч                     | -    | 80'      |
| 2-9-2021   | Рейк'явік   | Ісландія             | 0 – 2     | Румунія           | Відбір до ЧС 2022                    | -    | 88'      |
| 5-9-2021   | Бухарест    | Румунія              | 2 – 0     | Ліхтенштейн       | Відбір до ЧС 2022                    | -    | 63'      |
| 8-9-2021   | Скоп'є      | Північна Македонія   | 0 – 0     | Румунія           | Відбір до ЧС 2022                    | -    |          |
| 11-10-2021 | Бухарест    | Румунія              | 1 – 0     | Вірменія          | Відбір до ЧС 2022                    | -    | 84'      |
| 11-11-2021 | Бухарест    | Румунія              | 0 – 0     | Ісландія          | Відбір до ЧС 2022                    | -    | 86'      |
| 14-11-2021 | Вадуц       | Ліхтенштейн          | 0 – 2     | Румунія           | Відбір до ЧС 2022                    | -    | 73'      |
| 25-3-2022  | Бухарест    | Румунія              | 0 – 1     | Греція            | товариський матч                     | -    |          |
| 29-3-2022  | Нетанья     | Ізраїль              | 2 – 2     | Румунія           | товариський матч                     | 1    | 57'      |
| 4-6-2022   | Подгориця   | Чорногорія           | 2 – 0     | Румунія           | Ліга націй УЄФА 2022-2023 - 1-й етап | -    | 78'      |
| 7-6-2022   | Зениця      | Боснія і Герцеговина | 1 – 0     | Румунія           | Ліга націй УЄФА 2022-2023 - 1-й етап | -    |          |
| 11-6-2022  | Бухарест    | Румунія              | 1 – 0     | Фінляндія         | Ліга націй УЄФА 2022-2023 - 1-й етап | -    | 68'      |
| 23-9-2022  | Гельсінкі   | Фінляндія            | 1 – 1     | Румунія           | Ліга націй УЄФА 2022-2023 - 1-й етап | -    | 90+1'    |
| 17-11-2022 | Клуж-Напока | Румунія              | 1 – 2     | Словенія          | товариський матч                     | -    | 60'      |
| 20-11-2022 | Кишинів     | Молдова              | 0 – 5     | Румунія           | товариський матч                     | 1    | 78'      |
| 28-3-2023  | Бухарест    | Румунія              | 2 – 1     | Білорусь          | Відбір до ЧЄ 2024                    | -    | 44' 66'  |
| 19-6-2023  | Люцерн      | Швейцарія            | 2 – 2     | Румунія           | Відбір до ЧЄ 2024                    | -    | 84'      |
| Усього     |             | Матчів               | 30        |                   | Голів                                | 4    |          |

## Титули і досягнення
- Чемпіон Румунії (1):

«Віїторул»: 2016-17
- Володар Кубка Румунії (1):

КС Університатя (Крайова): 2020-21
- Володар Суперкубка Румунії (1):

КС Університатя (Крайова): 2021